# Wagga Wagga
Wagga Wagga (udtales wogga wogga, forkortes til tider Wagga), er en by i Australien beliggende i staten New South Wales langs Murrumbidgee-floden. Med byens 46.735 indbyggere er det statens største og landets 5. største indlandsby.
Byen ligger midtvejs imellem landets to største byer, Sydney og Melbourne, og er centrum for Riverina-regionen.
I perioden 1986 til 1987 arbejdede prins Joachim på en gård nær byen.